# 11. Turniej Czterech Skoczni
11. Turniej Czterech Skoczni rozgrywany był od 28 grudnia 1962 do 6 stycznia 1963.
Turniej wygrał  Toralf Engan.

## Oberstdorf
Data: 28 grudnia 1962

Państwo:  RFN

Skocznia: Schattenbergschanze

### Wyniki konkursu
| Poz. | Imię i nazwisko   | Narodowość        | Punkty |
| ---- | ----------------- | ----------------- | ------ |
| 1.   | Toralf Engan      | Norwegia          | 214,2  |
| 2.   | Max Bolkart       | RFN               | 199,3  |
| 3.   | Torbjørn Yggeseth | Norwegia          | 194,8  |
| 4.   | Heini Ihle        | RFN               | 193,6  |
| 5.   | Willi Egger       | Austria           | 191,6  |
| 6.   | Georg Thoma       | RFN               | 185,3  |
| 7.   | John Balfanz      | Stany Zjednoczone | 182,7  |
| 8.   | Torgeir Brandtzæg | Norwegia          | 182,3  |
| 9.   | Niilo Halonen     | Finlandia         | 181,3  |
| 10.  | Juhani Kärkinen   | Finlandia         | 180,5  |
| 10.  | Sepp Lichtenegger | Austria           | 180,5  |

## Innsbruck
Data: 30 grudnia 1962

Państwo:  Austria

Skocznia: Bergisel

### Wyniki konkursu
| Poz. | Imię i nazwisko     | Narodowość        | Punkty |
| ---- | ------------------- | ----------------- | ------ |
| 1.   | Toralf Engan        | Norwegia          | 231,2  |
| 2.   | Helmut Recknagel    | NRD               | 215,7  |
| 3.   | Georg Thoma         | RFN               | 215,3  |
| 4.   | Torgeir Brandtzæg   | Norwegia          | 214,9  |
| 5.   | Kurt Schramm        | NRD               | 212,1  |
| 6.   | John Balfanz        | Stany Zjednoczone | 211,1  |
| 7.   | Torbjørn Yggeseth   | Norwegia          | 210,1  |
| 8.   | Max Bolkart         | RFN               | 208,8  |
| 9.   | Heini Ihle          | RFN               | 206,8  |
| 10.  | Aleksandr Iwannikow | ZSRR              | 205,4  |

## Garmisch-Partenkirchen
Data: 1 stycznia 1963

Państwo:  RFN

Skocznia: Große Olympiaschanze

### Wyniki konkursu
| Poz. | Imię i nazwisko   | Narodowość        | Punkty |
| ---- | ----------------- | ----------------- | ------ |
| 1.   | Toralf Engan      | Norwegia          | 229,9  |
| 2.   | Georg Thoma       | RFN               | 217,3  |
| 3.   | Max Bolkart       | RFN               | 216,9  |
| 4.   | Niilo Halonen     | Finlandia         | 211,4  |
| 5.   | John Balfanz      | Stany Zjednoczone | 209,9  |
| 6.   | Torbjørn Yggeseth | Norwegia          | 209,8  |
| 7.   | Pekka Yliniemi    | Finlandia         | 207,4  |
| 8.   | Antoni Łaciak     | Polska            | 206,5  |
| 9.   | Dalibor Motejlek  | Czechosłowacja    | 204,4  |
| 10.  | Torgeir Brandtzæg | Norwegia          | 204,0  |

## Bischofshofen
Data: 6 stycznia 1963

Państwo:  Austria

Skocznia: Paul-Ausserleitner-Schanze

### Wyniki konkursu
| Poz. | Imię i nazwisko   | Narodowość        | Punkty |
| ---- | ----------------- | ----------------- | ------ |
| 1.   | Torbjørn Yggeseth | Norwegia          | 205,0  |
| 2.   | Torgeir Brandtzæg | Norwegia          | 199,5  |
| 3.   | John Balfanz      | Stany Zjednoczone | 197,5  |
| 4.   | Toralf Engan      | Norwegia          | 195,4  |
| 5.   | Max Bolkart       | RFN               | 191,8  |
| 6.   | Baldur Preiml     | Austria           | 188,4  |
| 7.   | Willi Egger       | Austria           | 186,8  |
| 8.   | Giacomo Aimoni    | Włochy            | 186,6  |
| 9.   | Max Golser        | Austria           | 185,6  |
| 10.  | Helmut Kurz       | RFN               | 184,6  |

## Klasyfikacja generalna
| Poz. | Skoczek           | Kraj              | Punkty |
| ---- | ----------------- | ----------------- | ------ |
| 1.   | Toralf Engan      | Norwegia          | 870,7  |
| 2.   | Torbjørn Yggeseth | Norwegia          | 819,7  |
| 3.   | Max Bolkart       | RFN               | 816,8  |
| 4.   | John Balfanz      | Stany Zjednoczone | 801,2  |
| 5.   | Torgeir Brandtzæg | Norwegia          | 800,7  |
| 6.   | Georg Thoma       | RFN               | 797,3  |
| 7.   | Antoni Łaciak     | Polska            | 759,9  |
| 8.   | Willi Egger       | Austria           | 758,4  |
| 9.   | Pekka Yliniemi    | Finlandia         | 746,8  |
| 10.  | Josef Matouš      | Czechosłowacja    | 742,3  |